# Carole Brookins
Carole Brookins (16 de agosto de 1943-23 de marzo de 2020) fue directora ejecutiva estadounidense del Banco Mundial y experta en economía política mundial.

## Biografía
Brookins asistió a la Universidad de Oklahoma, graduándose en 1965, y entró a Wall Street a principios de la década de 1970 después de ser contratada por EF Hutton, entonces una de las casas de bolsa más grandes de los Estados Unidos. En 1980, fundó una empresa llamada Perspectivas mundiales, que se centró en el análisis del mercado agrícola. A partir de 1984, Brookins recibió varios roles en el gobierno. El primero fue como presidente del Comité Asesor del Departamento de Estado de los Estados Unidos sobre Alimentación, Hambre y Agricultura en los Países en Desarrollo. Seis años después, George HW Bush la nominó para el Consejo de Exportación del Presidente. Finalmente, George W. Bush la nombró directora ejecutiva y representante de Estados Unidos en el Banco Mundial. Brookins desempeñó este papel desde 2001 hasta 2005. También fue miembro del Consejo de Relaciones Exteriores de por vida. 

## Muerte
Murió a los setenta y seis años el 23 de marzo de 2020 en Palm Beach, Florida, de COVID-19 durante la pandemia de coronavirus 2020 en Estados Unidos.